# Građanski nogometni klub Dinamo Zagreb 2020-2021
Questa voce raccoglie le informazioni riguardanti il Građanski nogometni klub Dinamo Zagreb nelle competizioni ufficiali della stagione 2020-2021.

## Stagione
La Dinamo Zagabria conquistò il titolo di Campione di Croazia per la quarta volta consecutiva distaccando l'Osijek di otto punti. Vinse anche la Coppa di Croazia battendo in finale l'Istra 1961 di Pola per 6-3. Eliminato dalla UEFA Champions League al terzo turno preliminare, in Europa League riuscì nell'impresa di raggiungere i quarti di finale dove fu eliminato dal Villarreal. 

## Rosa
Rosa e numerazione aggiornate al 28 febbraio 2021.
| N. |                                 | Ruolo | Calciatore              |
| -- | ------------------------------- | ----- | ----------------------- |
| 1  | Croazia (bandiera)              | P     | Danijel Zagorac         |
| 2  | Iran (bandiera)                 | D     | Sadegh Moharrami        |
| 4  | Croazia (bandiera)              | D     | Stefan Milic            |
| 5  | Macedonia del Nord (bandiera)   | C     | Arijan Ademi (capitano) |
| 6  | Danimarca (bandiera)            | D     | Rasmus Lauritsen        |
| 8  | Bosnia ed Erzegovina (bandiera) | C     | Izet Hajrović           |
| 9  | Croazia (bandiera)              | A     | Duje Čop                |
| 13 | Macedonia del Nord (bandiera)   | D     | Stefan Ristovski        |
| 17 | Croazia (bandiera)              | C     | Luka Ivanušec           |
| 19 | Croazia (bandiera)              | D     | Marijan Čabraja         |
| 20 | Kosovo (bandiera)               | A     | Lirim Kastrati          |
| 21 | Croazia (bandiera)              | A     | Bruno Petković          |
| 22 | Croazia (bandiera)              | D     | Marin Leovac            |

| N. |                    | Ruolo | Calciatore                |
| -- | ------------------ | ----- | ------------------------- |
| 24 | Croazia (bandiera) | C     | Marko Tolić               |
| 25 | Croazia (bandiera) | A     | Mario Ćuže                |
| 26 | Galles (bandiera)  | C     | Robbie Burton             |
| 27 | Croazia (bandiera) | C     | Josip Mišić               |
| 28 | Francia (bandiera) | D     | Kévin Théophile-Catherine |
| 33 | Croazia (bandiera) | P     | Renato Josipović          |
| 38 | Croazia (bandiera) | C     | Bartol Franjić            |
| 40 | Croazia (bandiera) | P     | Dominik Livaković         |
| 55 | Croazia (bandiera) | D     | Dino Perić                |
| 80 | Nigeria (bandiera) | C     | Iyayi Atiemwen            |
| 97 | Croazia (bandiera) | C     | Kristijan Jakić           |
| 99 | Croazia (bandiera) | A     | Mislav Oršić              |

## Risultati

### 1. HNL
| Arbitro: | Fran Jović |

|                                                                |           |  |
| Majer 6’, 27’ Gavranović 50’ Oršić 78’ Ivanušec 79’ Andrić 89’ | Marcatori |  |

| Arbitro: | Dario Bel |

|  |           |                     |
|  | Marcatori | 87’ (rig.) Petković |

| Arbitro: | Mario Zebec |

|                                                            |           |            |
| Gavranović 5’ Ademi 71’ Andrić 81’ (rig.) Tolić 86’ (rig.) | Marcatori | 48’ Grezda |

| Arbitro: | Ivan Bebek |

|           |           |                        |
| Jurić 88’ | Marcatori | 42’ Kastrati 50’ Oršić |

| Arbitro: | Dario Kulušić |

|                             |           |                                            |
| Gavranović 4’, 8’ Majer 69’ | Marcatori | 1’ Etoundi 22’ (rig.) Krstanović 73’ Knöll |

| Arbitro: | Dario Bel |

|                   |           |                  |
| Drožđek 8’ (rig.) | Marcatori | 45+1’, 54’ Oršić |

| Arbitro: | Ivan Bebek |

|                          |           |                         |
| Gavranović 32’, 36’, 66’ | Marcatori | 46’ Mudrinski 50’ Hamad |

| Arbitro: | Ivan Bebek |

|  |           |                               |
|  | Marcatori | 54’ (rig.) Petković 72’ Oršić |

| Arbitro: | Duje Strukan |

|             |           |             |
| Ibrahim 42’ | Marcatori | 8’ Ivanušec |

| Arbitro: | Mario Zebec |

|                                                  |           |  |
| Gavranović 6’, 75’ Jakić 45’ Oršić 77’ Tolić 87’ | Marcatori |  |

| Arbitro: | Duje Strukan |

|                    |           |  |
| Pilj 54’ Žaper 90’ | Marcatori |  |

| Arbitro: | Mario Zebec |

|           |           |                                                               |
| Knöll 85’ | Marcatori | 5’, 16’ Gavranović 90+5’ Ivanušec 78’ Petković 90+4’ Hajrović |

| Arbitro: | Mario Zebec |

|                        |           |                           |
| Galović 28’ Menalo 35’ | Marcatori | 1’ Ivanušec 82’ Lauritsen |

| Arbitro: | Dario Kulušić |

|                                                   |           |  |
| Oršić 23’ Petković 31’, 79’ (rig.) Hajrović 90+1’ | Marcatori |  |

| Arbitro: | Duje Strukan |

|  |           |                             |
|  | Marcatori | 66’ Lončar 71’ Andrijašević |

| Arbitro: | Mario Zebec |

|                                 |           |                                                                      |
| Dieye 11’ Lovrić 43’ Špikić 61’ | Marcatori | 34’ Ivanušec 41’ Oršić 89’ (rig.) Petković 90+5’ Théophile-Catherine |

| Arbitro: | Mario Zebec |

|                          |           |             |
| Oršić 16’, 18’ Majer 83’ | Marcatori | 6’ Vušković |

| Arbitro: | Dario Bel |

|              |           |                      |
| Atiemwen 22’ | Marcatori | 13’ Sahiti 65’ Jurić |

| Arbitro: | Marin Vidulin |

|                            |           |  |
| Gavranović 9’ Atiemwen 64’ | Marcatori |  |

| Arbitro: | Zdenko Lovrić |

|  |           |              |
|  | Marcatori | 36’ Atiemwen |

| Arbitro: | Ivan Bebek |

|           |           |  |
| Oršić 15’ | Marcatori |  |

| Arbitro: | Marin Vidulin |

|                                       |           |  |
| Gvardiol 60’ Tolić 64’ Gavranović 90’ | Marcatori |  |

| Arbitro: | Duje Strukan |

|                        |           |  |
| Ivanušec 27’ Oršić 65’ | Marcatori |  |

| Arbitro: | Ivan Bebek |

|  |           |                                                     |
|  | Marcatori | 7’ Atiemwen 16’ Mišić 25’ Gavranović 70’, 78’ Oršić |

| Arbitro: | Dario Kulušić |

|              |           |  |
| Petković 47’ | Marcatori |  |

| Arbitro: | Mario Zebec |

|          |           |           |
| Mesa 77’ | Marcatori | 70’ Majer |

| Arbitro: | Fran Jović |

|  |           |                           |
|  | Marcatori | 30’ Gvardiol 70’ Atiemwen |

| Arbitro: | Igor Pajač |

|                     |           |  |
| Petković 38’ (rig.) | Marcatori |  |

| Arbitro: | Mario Zebec |

|           |           |          |
| Erceg 64’ | Marcatori | 5’ Majer |

| Arbitro: | Ivan Bebek |

|                                  |           |  |
| Petković 21’ (rig.) Kastrati 35’ | Marcatori |  |

| Arbitro: | Igor Pajač |

|  |           |                     |
|  | Marcatori | 64’ Tolić 86’ Oršić |

| Arbitro: | Igor Pajač |

|            |           |           |
| Livaja 44’ | Marcatori | 16’ Majer |

| Arbitro: | Duje Strukan |

|           |           |                                                                             |
| Menalo 1’ | Marcatori | 43’ (aut.) Galović 48’ Mišić 49’ (aut.) Capan 64’ Oršić 88’ (aut.) Vukčević |

| Arbitro: | Dario Kulušić |

|                       |           |                       |
| Ivanušec 9’ Perić 40’ | Marcatori | 34’ Elezi 59’ Herrera |

| Arbitro: | Dario Bel |

|  |           |                           |
|  | Marcatori | 3’, 36’, 90+3’ Gavranović |

| Arbitro: | Mario Zebec |

|           |           |  |
| Milić 88’ | Marcatori |  |

### Coppa di Croazia
| Arbitro: | Dario Bel |

|                |           |                                                             |
| Križanović 37’ | Marcatori | 13’ Gojak 28’ Ivanušec 56’, 83’ Andrić 60’, 68’, 88’ Menalo |

| Arbitro: | Ante Čuljak |

|  |           |                          |
|  | Marcatori | 61’ Hajrović 90+3’ Perić |

| Arbitro: | Ivan Bebek |

|                               |           |  |
| Petković 70’ (rig.) Ademi 78’ | Marcatori |  |

| Arbitro: | Mario Zebec |

|                                            |           |           |
| Mišić 47’ Jakić 100’ Majer 110’ Ademi 119’ | Marcatori | 3’ Špikić |

| Arbitro: | Duje Strukan |

|                                                                   |           |                                |
| Oršić 6’, 76’ Ademi 9’ Majer 33’ Šutalo 59’ (aut.) Gavranović 74’ | Marcatori | 53’, 54’ Hara 64’ (rig.) Gržan |

### UEFA Champions League
| Arbitro: | António Nobre |

|                                                 |                      |                                                         |
| Pereira 64’ Debeljuh 90+3’                      | Marcatori            | 14’ Gojak 78’ Kastrati                                  |
| Vinícius Đoković Rondón Sušić Golofca Deac Boli | Tiri di rigore 5 – 6 | Petković Leovac Ademi Stojanović Gojak Dilaver Gvardiol |

| Arbitro: | Tobias Stieler |

|                          |           |                  |
| Lovrencsics 2’ Uzuni 65’ | Marcatori | 23’ (aut.) Uzuni |

### UEFA Europa League

#### Turni preliminari
| Arbitro: | Ali Palabıyık |

|                               |           |                |
| Gavranović 11’ Ademi 26’, 87’ | Marcatori | 65’ Sinyavskiy |

#### Fase a gironi
| Zagabria 22 ottobre 2020, ore 21:00 CEST (UTC+2) 1ª giornata | Dinamo Zagabria    | 0 – 0 referto | Feyenoord | Stadion Maksimir (1 271 spett.)\| Arbitro: \| Mattias Gestranius \| |
| Arbitro:                                                     | Mattias Gestranius |               |           |                                                                     |

| Mosca 29 ottobre 2020, ore 18:55 CET (UTC+1) 2ª giornata | CSKA Mosca    | 0 – 0 referto | Dinamo Zagabria | VEB Arena (6 411 spett.)\| Arbitro: \| Radu Petrescu \| |
| Arbitro:                                                 | Radu Petrescu |               |                 |                                                         |

| Arbitro: | Jérôme Brisard |

|              |           |  |
| Atiemwen 76’ | Marcatori |  |

| Arbitro: | Serhiy Boyko |

|  |           |                                       |
|  | Marcatori | 60’ Majer 75’ Petković 90+1’ Ivanušec |

| Arbitro: | Chris Kavanagh |

|  |           |                                 |
|  | Marcatori | 45+5’ (rig.) Petković 53’ Majer |

| Arbitro: | Tiago Martins |

|                                     |           |               |
| Gvardiol 25’ Oršić 41’ Kastrati 75’ | Marcatori | 76’ Bistrović |

#### Fase a eliminazione diretta

##### Sedicesimi di finale
| Arbitro: | Bartosz Frankowski |

|                       |           |                                |
| Berg 28’ Claesson 69’ | Marcatori | 15’, 54’ Petković 75’ Atiemwen |

| Arbitro: | Halil Umut Meler |

|           |           |  |
| Oršić 31’ | Marcatori |  |

##### Ottavi di finale
| Arbitro: | Serdar Gözübüyük |

|               |           |  |
| Kane 25’, 70’ | Marcatori |  |

| Arbitro: | Davide Massa |

|                      |           |  |
| Oršić 62’, 83’, 106’ | Marcatori |  |

##### Quarti di finale
| Arbitro: | Daniel Siebert |

|  |           |                   |
|  | Marcatori | 44’ (rig.) Gerard |

| Arbitro: | Danny Makkelie |

|                        |           |           |
| Alcácer 36’ Gerard 43’ | Marcatori | 74’ Oršić |

## Statistiche

### Statistiche di squadra
| Competizione          | Punti | In casa | In casa | In casa | In casa | In casa | In casa | In trasferta | In trasferta | In trasferta | In trasferta | In trasferta | In trasferta | Totale | Totale | Totale | Totale | Totale | Totale | DR  |
| Competizione          | Punti | G       | V       | N       | P       | Gf      | Gs      | G            | V            | N            | P            | Gf           | Gs           | G      | V      | N      | P      | Gf     | Gs     | DR  |
| --------------------- | ----- | ------- | ------- | ------- | ------- | ------- | ------- | ------------ | ------------ | ------------ | ------------ | ------------ | ------------ | ------ | ------ | ------ | ------ | ------ | ------ | --- |
| 1. HNL                | 85    | 18      | 14      | 2       | 2       | 44      | 13      | 18           | 12           | 5            | 1            | 40           | 15           | 36     | 26     | 7      | 3      | 84     | 28     | +56 |
| Coppa di Croazia      | -     | 2       | 2       | 0       | 0       | 6       | 1       | 2            | 2            | 0            | 0            | 9            | 1            | 5      | 5      | 0      | 0      | 21     | 5      | +16 |
| UEFA Champions League | -     | -       | -       | -       | -       | -       | -       | 2            | 0            | 1            | 1            | 3            | 4            | 2      | 0      | 1      | 1      | 3      | 4      | -1  |
| UEFA Europa League    | -     | 7       | 5       | 1       | 1       | 11      | 3       | 6            | 3            | 1            | 2            | 9            | 6            | 13     | 8      | 2      | 3      | 20     | 9      | +11 |
| Totale                | -     | 27      | 21      | 3       | 3       | 61      | 17      | 28           | 17           | 7            | 4            | 61           | 26           | 56     | 39     | 10     | 7      | 128    | 46     | +82 |

### Andamento in campionato
| Giornata  | 1 | 2 | 3 | 4 | 5 | 6 | 7 | 8 | 9 | 10 | 11 | 12 | 13 | 14 | 15 | 16 | 17 | 18 | 19 | 20 | 21 | 22 | 23 | 24 | 25 | 26 | 27 | 28 | 29 | 30 | 31 | 32 | 33 | 34 | 35 | 36 |
| --------- | - | - | - | - | - | - | - | - | - | -- | -- | -- | -- | -- | -- | -- | -- | -- | -- | -- | -- | -- | -- | -- | -- | -- | -- | -- | -- | -- | -- | -- | -- | -- | -- | -- |
| Luogo     | C | T | C | T | C | C | T | C | T | T  | C  | T  | C  | T  | T  | C  | T  | C  | C  | T  | C  | T  | C  | C  | T  | C  | T  | T  | C  | T  | C  | T  | T  | C  | T  | C  |
| Risultato | V | V | V | V | N | P | V | V | V | N  | V  | P  | V  | V  | N  | V  | V  | P  | V  | V  | V  | N  | V  | V  | V  | V  | N  | V  | V  | N  | V  | V  | V  | N  | V  | V  |
| Posizione | 1 | 1 | 1 | 1 | 1 | 1 | 1 | 1 | 1 | 1  | 1  | 1  | 1  | 2  | 1  | 1  | 1  | 1  | 1  | 1  | 1  | 1  | 1  | 1  | 1  | 1  | 1  | 1  | 1  | 1  | 1  | 1  | 1  | 1  | 1  | 1  |

Fonte:  1. HNL 2020/2021, su weltfussball.de.
Legenda:

Luogo: C = Casa; T = Trasferta. Risultato: V = Vittoria; N = Pareggio; P = Sconfitta.